# Film a contenuto aperto
Un film a contenuto aperto o film a contenuto libero (in inglese: open content film) è un film prodotto usando applicazioni open source (codice aperto) e con una metodologia open source.
Può essere distribuito con campioni o fonti materiali che sono disponibili sotto una licenza che permette a terzi di creare opere derivate o fiction dei fan.
La possibilità di produzione di un film a contenuto aperto si ha grazie alla disponibilità di software open source per la produzione di film, connessioni internet veloci, dispositivi di ripresa digitale, siti per la collaborazione alla produzione di film e semplici schemi di licenza come il Creative Commons.
Il primo film a contenuto aperto fu CHT, una produzione svizzera pubblicata nell'aprile 2004, seguito nello stesso anno da Route66 e dal ben conosciuto Star Wreck: In the Pirkinning del 2005.
Il primo film open source fu Elephants Dream, un corto animato prodotto da Blender Foundation che è stata premiata nel marzo 2006.
Pubblicato nell'ottobre 2008 Valkaama diventò il primo lungometraggio open source.

## Definizione
Non c'è una definizione comunemente accetta per il termine Film a contenuto aperto. Comunque un film per essere considerato tale deve essere prodotto e/o distribuito attraverso diversi ma distinti concetti:
- La produzione del film usa per la maggior parte software open source come Linux, The Gimp, Kdenlive, CinePaint, Blender e Celtx.
- Una licenza che permetta a terzi di creare lavori derivati.
- La pubblicazione del film sotto licenze libere, inclusa la Creative Commons e la GNU GPL.
- La pubblicazione del film sotto licenze più permissive del copyright tradizionale ma che non soddisfano le definizioni comune di contenuto libero o open source (come le licenze che proibiscono l'uso commerciale e opere derivate)
- La produzione del film attraverso processi collaborativi aperti, come la modifica della sceneggiatura usando un wiki o Celtx.
- La produzione di un film open source.

## Elenco di film a contenuto aperto
- CH7, regia di Michael Grob (2004)
- Route 66 – An American (bad) Dream, VEB Film Leipzig (2004)
- Star Wreck: In the Pirkinning, regia di Timo Vuorensola (2005)
- Elephants Dream, regia di Bassam Kurdali (2006)
- Boy Who Never Slept, regia di Sol Roth (2006)
- Cactuses, regia di Matt Hannon e Rick Rapoza (2006)
- Insecurity, regia di Rohan Harris (2007)
- La chute d’une plume (pèse plus que ta pudeur), regia di Bruno C. e Zézinho - cortometraggio (2010)
- Valkaama, regia di Tim Baumann (2010)
- Stray Cinema, regia di Michelle Joy Lloyd (2011)
- Big Buck Bunny, regia di Sacha Goedegebure (2008)
- Tears of Steel, regia di Ian Hubert (2012)
- Oceania, regia di Harry Dehal (2008)